# Megaselia incrassaticosta
Megaselia incrassaticosta är en tvåvingeart som beskrevs av Bridarolli 1951. Megaselia incrassaticosta ingår i släktet Megaselia och familjen puckelflugor. Inga underarter finns listade i Catalogue of Life.